# Байбы (Гродненская область)

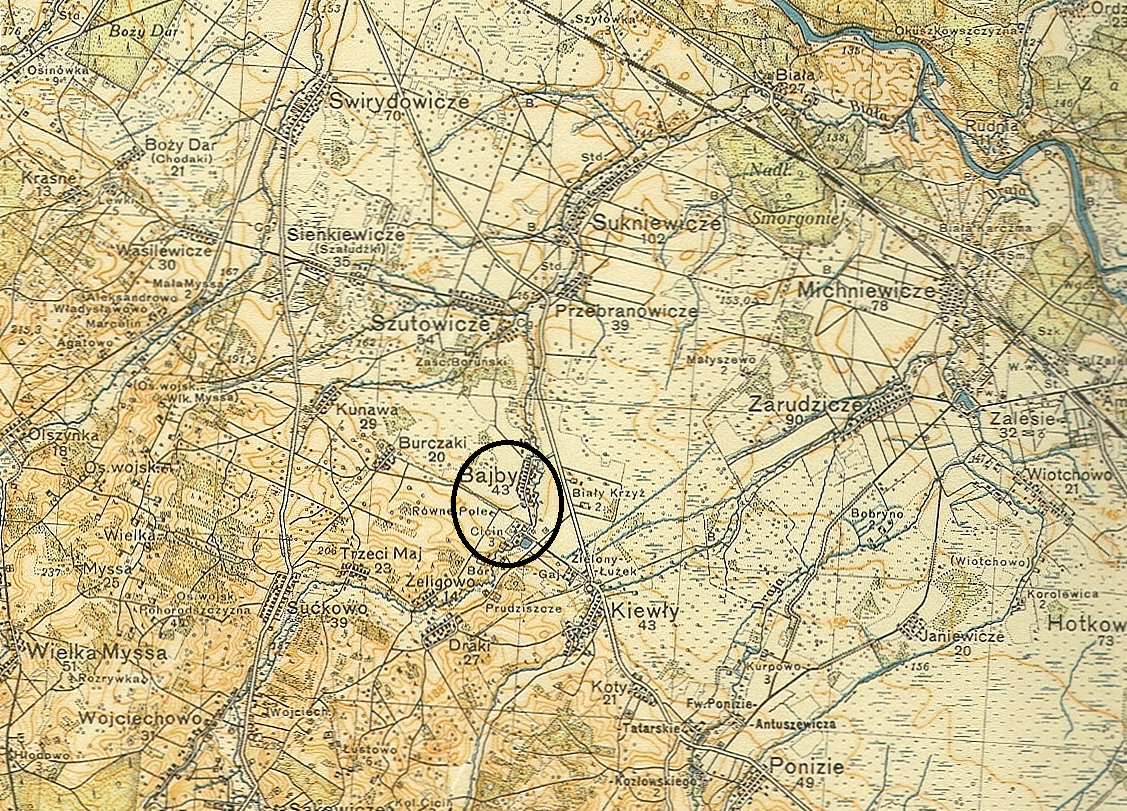
Байбы в 1935 г.

Ба́йбы (бел. Ба́йбы, пол. Bajby) — деревня в Сморгонском районе Гродненской области Белоруссии.
Входит в состав Залесского сельсовета.
Расположена на берегах реки Бяла. Расстояние до районного центра Сморгонь по автодороге — 9 км, до центра сельсовета агрогородка Залесье по прямой — 6 км. Ближайшие населённые пункты — Кевлы, Перебновичи, Шутовичи. Площадь занимаемой территории составляет 0,3061 км², протяжённость границ 6430 м.

## История
Байбы упоминаются в 1782 году как часть поместья Титин в составе Ошмянского повета Виленского воеводства Великого княжества Литовского Речи Посполитой. За подавлением восстания Костюшко 1794 года последовал Третий раздел Речи Посполитой, в результате которого территория Великого княжества Литовского отошла к Российской империи и деревня была включена в состав новообразованной Сморгонской волости Ошмянского уезда Виленской губернии. В 1865 году Байбы насчитывали 64 ревизских души. В 1905 году 248 жителей и около 250 десятин земли.
После Советско-польской войны, завершившейся Рижским договором, в 1921 году Западная Белоруссия отошла к Польской Республике и деревня была включена в состав вновь образованной сельской гмины Сморгонь Ошмянского повета Виленского воеводства.
Территория современных Байб включает в себя старую левобережную часть, две осады Титин и новую правобережную часть, образованную в ходе послевоенной коллективизации. В 1931 году деревня насчитывала 48 дымов (дворов) и 263 души, первая осада Титин — 2 дыма и 13 душ, вторая осада — 1 дым и 8 душ.
В 1939 году, согласно секретному протоколу, заключённому между СССР и Германией, Западная Белоруссия оказалась в сфере интересов советского государства и её территорию заняли войска Красной армии. Байбы вошли в состав новообразованного Сморгонского района Вилейской области БССР. После реорганизации административного-территориального деления БССР деревня была включена в состав новой Молодечненской области в 1944 году. В 1960 году, ввиду новой организации административно-территориального деления и упразднения Молодечненской области, Байбы вошли в состав Гродненской области.

### Титин (Цицин)

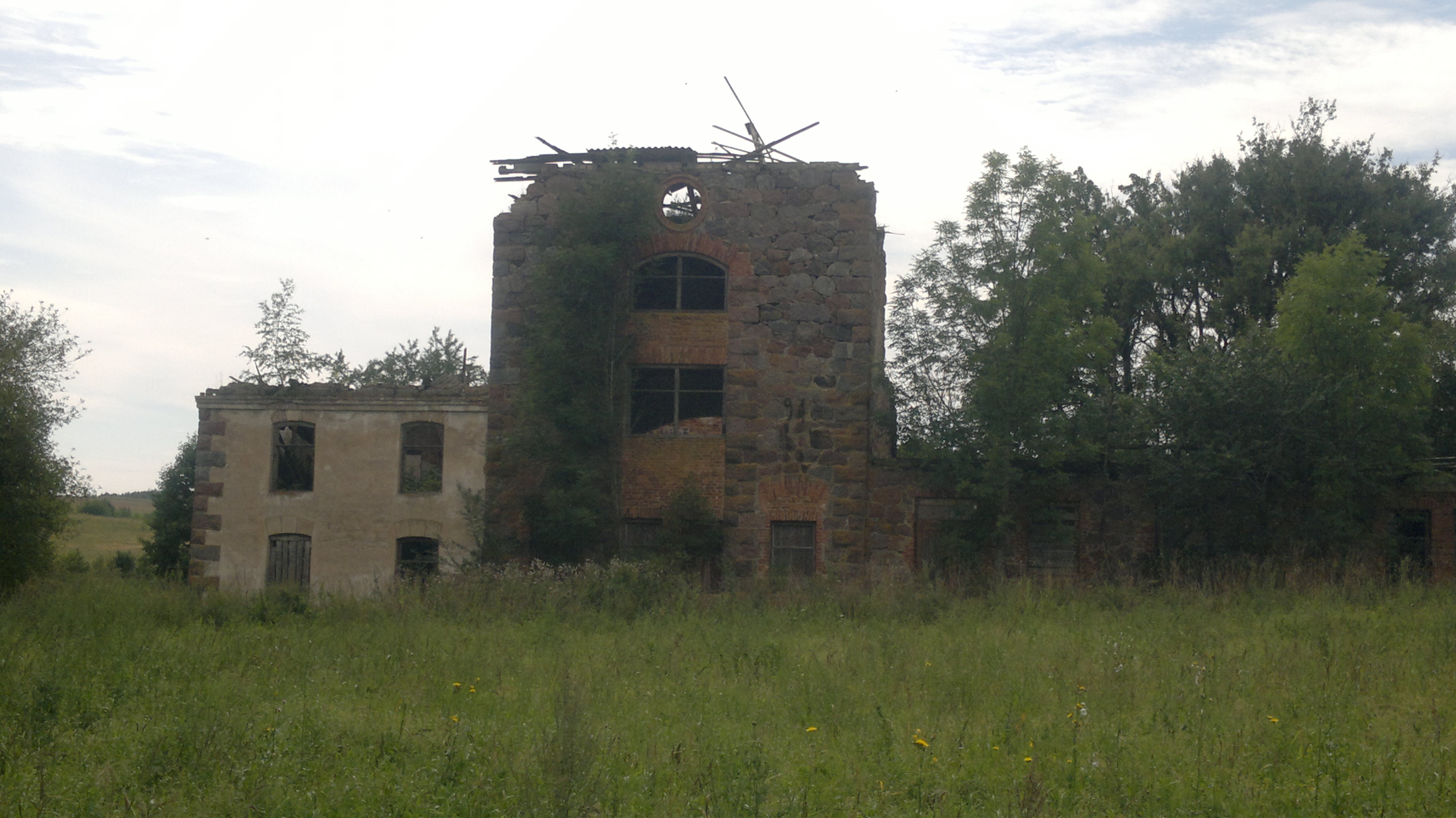
Остатки усадьбы Титин

Окрестностями будущего Титина (пол. Cicin; Cycyn; Cycin) издавна владело семейство Квятовских. Впервые Титин упоминается 12 января 1600 года в завещании Пётра Станиславовича Квятовского, богатого владельца имения Лостоя. Сын его, Пётр Петрович Квятовский, преумножил богатства, оставленные отцом и построил усадебный дом Титина. Примерно в 1624 году после смерти владельца имение перешло по наследству к его второй жене, однако из-за козней родственников она была лишена прав на имение, и в 1626 году Титин был продан Мартину Пядзиньскому, стольнику ковенскому.
10 июня 1631 года Пядзиньский пожертвовал имение ковенским иезуитам. После упразднения ордена иезуитов Станислав Август Понятовский даровал Титин Александру Фитингофу, старосте окмянскому, генерал-лейтенанту войск литовских, при условии выплаты им ежегодно в казну Комиссии по образованию 6600 флоринов двумя частями. После его смерти имение перешло к его жене, которая затем вышла замуж за камергера Забеллы. Получив таким образом в своё распоряжение множество поместий она «была очень занята своими поместьями, не в силах в отдалённом и менее полезном Титине вести хозяйство, не в состоянии даже выплатить 6600 флоринов налогов в казну Комиссии по образованию». Вследствие чего, с согласия дочери от первого брака, продала имение в 1782 году за 1500 дукатов Казимиру Дедерке, будовничему (зодчему) ошмянскому. Поместье Титин включало в себя деревни: Байбы, Кевлы, Капланы, Драки, Пасынки, Сухиново, Кунава, Сутьково, Бурчаки, всего дымов 60, душ 437, волок 46. «Во дворе стоял скромный деревянный жилой дом с печами облицованными зелёной плиткой и небольшими покоями обшитыми доской или мазаными глиной. За прудом, в сторону дороги стоял небольшой костёл, сильно уже обветшалый.»
В 1783 году Дедерко продал Титин кухмистру Огинского за 1500 дукатов. В 1812 году имение было разрушено и сожжено дотла французами. Во второй половине того же века Титин был приобретён Ипполитом Милевским, а затем по наследству перешёл к его сыну Оскару. В 1896 году площадь имения составляла 700 десятин.

## Население
| 1905 | 1938  | 1940  | 1959  | 1970  | 1994  | 1999  | 2004  | 2009 | 2016 | 2019 |
| ---- | ----- | ----- | ----- | ----- | ----- | ----- | ----- | ---- | ---- | ---- |
| 248  | ↗ 263 | ↗ 298 | ↗ 431 | ↘ 319 | ↘ 160 | ↘ 117 | ↘ 114 | ↘ 65 | ↗ 70 | ↘ 54 |

ольшинство верующих — православные, есть католики.

## Транспорт
Восточнее деревни проходит автомобильная дорога Сморгонь — Шутовичи — Сивица, с которой Байбы связаны автодорогой местного значения Н7386.